# Elias Bazzi
Elias Iván Bazzi (Córdoba, 23 maggio 1981) è un ex calciatore argentino, di ruolo difensore.